# We Die Young
We Die Young és una pel·lícula d'acció nord-americana de directe a vídeo del 2019 dirigida per Lior Geller i protagonitzada per Jean-Claude Van Damme, David Castañeda i Elijah Rodriguez. Ha estat doblada i subtitulada al català.

## Sinopsi
Lucas, un noi de 14 anys que es va incorporar a la vida de la banda a Washington DC, està decidit que el seu germà de 10 anys no segueixi el mateix camí. Quan un veterà de la guerra de l'Afganistan arriba al barri, sorgeix una oportunitat.

## Repartiment
- Elijah Rodriguez com a Lucas
- Jean-Claude Van Damme com a Daniel
- David Castañeda com a Rincon
- Nicholas Sean Johnny com a Miguel
- Charlie MacGechan com a Jester
- Joana Metrass com a Anna
- Dean John-Wilson com a Mousey
- Jim Caesar com a Fellx
- Kerry Bennett com a Brenda
- Jacob Scipio com a Tomas
- Joseph Long com a Luis